# Ariel Rechtshaid

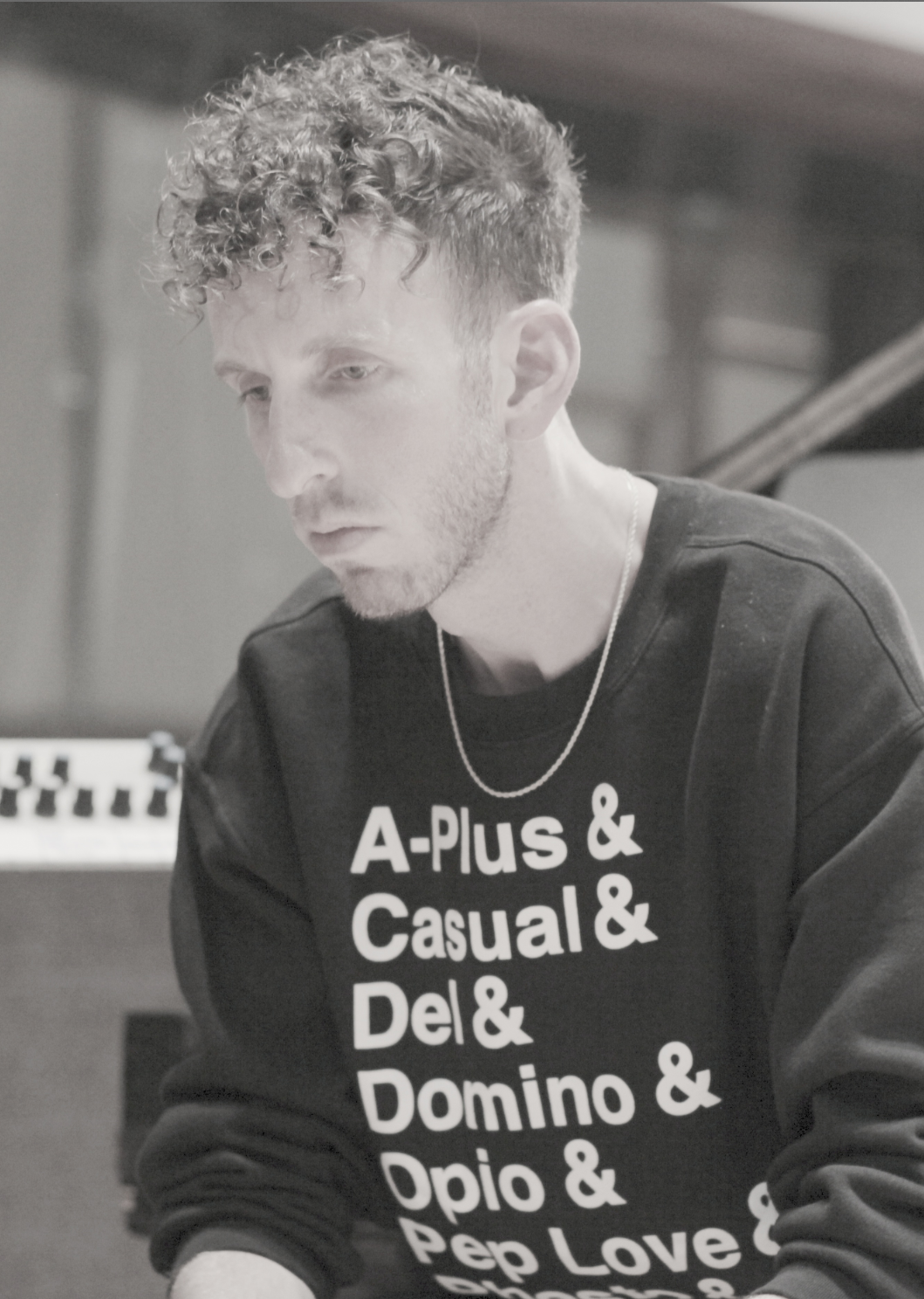

Ariel Rechtshaid (23 de março de 1979) é um produtor musical, engenheiro de áudio, engenheiro de mixagem, multi-instrumentista e compositor americano. Seus créditos de produção, composição e mixagem incluem HAIM, Vampire Weekend, Madonna, Usher, Adele, Brandon Flowers, Charli XCX, Kelela, Cass McCombs, Solange Knowles, Tobias Jesso Jr., Murs, Sky Ferreira, Kylie Minogue, U2, Glasser, Alex Clare e Major Lazer.